# Gaius Porcius Cato (Volkstribun)
Gaius Porcius Cato war ein Politiker in der späten Römischen Republik, der in den turbulenten 50er Jahren v. Chr. politisch hervortrat.

## Herkunft
Wegen des unter den Porciern seltenen Praenomens könnte es sich um einen Enkel des Konsuls von 114 v. Chr., C. Porcius Cato, gehandelt haben.

## Leben und Politik
Cicero berichtete Ende 59 v. Chr. seinem Bruder Quintus, dass Cato den designierten Konsul Aulus Gabinius wegen unrechtmäßiger Bewerbung (ambitus) habe anklagen wollen, von den Praetoren aber nicht angehört worden sei, weshalb er sich im Rahmen einer contio an das Volk gewandt habe. Dabei habe er Pompeius, zu dessen Gefolgsleuten Gabinius gehörte, als Privatdictator (privatus dictator) bezeichnet. Laut Cicero sei Cato daraufhin beinahe erschlagen worden.
Am 10. Dezember 57 v. Chr. erfolgte Catos Amtsantritt als Volkstribun. Am selben Tag unterstützte er im Senat Clodius, was den Unwillen Ciceros hervorrief. Im Januar 56 v. Chr. versuchte Cato zu verhindern, dass der Statthalter von Kilikien, Publius Cornelius Lentulus Spinther, mit der profitablen Rückführung des Ptolemaios XII. Auletes auf den ägyptischen Thron beauftragt wurde, indem der Volkstribun auf einen der Handlung entgegenstehenden Spruch in den Sibyllinischen Büchern hinwies und diesen vor dem Volk verlesen ließ, laut Cicero ein reiner Vorwand. Im Anschluss kündigte Cato an, Lentulus Spinther seine Statthalterschaft per Gesetz aberkennen zu lassen. Allerdings wurde dieser Versuch durch den Konsul Cn. Cornelius Lentulus Marcellinus verhindert, indem er Feiertage einschob und dadurch Gelegenheiten, das Volk zu versammeln, verhinderte. Hierauf drohte Cato, die Wahlen im Sommer zu torpedieren. In etwa zur selben Zeit wurde eine Truppe aus Gladiatoren, die Cato zu seinem Schutz zusammengestellt hatte, von Titus Annius Milo unter Zuhilfenahme eines Strohmannes abgeworben, weil dem Volkstribun die finanziellen Mittel ausgegangen waren, was nach Cicero für große Heiterkeit unter den Gegnern Catos sorgte. Im Anschluss kam es zur Aussöhnung mit Milo und Pompeius, wahrscheinlich nach der Konferenz von Lucca, und Cato wirkte im Interesse der Triumvirn, als er tatsächlich, wie angekündigt, die Abhaltung der Wahlen von Consuln und Praetoren für das kommende Jahr blockierte. Hierdurch wurde schließlich das zweite gemeinsame Konsulat von Pompeius und Crassus im Jahre 55 v. Chr. ermöglicht. Eine Anklage in dieser Sache gegen Cato im Juli des Jahres 54 v. Chr. wurde wegen der Einflussnahme des Pompeius abgeschmettert.

## Praetor im Jahr 55 v. Chr.?
In der Forschung wird vermutet, dass Cato Praetor im Jahre 55 v. Chr. war. Dies wird zum einen daraus geschlossen, dass Cicero einen praetorius (also ehemaligen Praetor) namens Cato erwähnt, der im Jahre 54 v. Chr. Pompeius über den Freispruch des Gabinius informierte, nachdem dieser in einem Prozess (de maiestate) angeklagt worden war. Die Praetur in 55 v. Chr. würde darüber hinaus erklären, warum Cato wegen seiner Handlungen in seinem Tribunat 56 v. Chr. nicht gleich im Jahr 55 v. Chr., sondern erst 54 v. Chr. angeklagt wurde. Ferner würde die Bekleidung des Amtes erläutern, warum Cato im Jahr 56 v. Chr. plötzlich auf Seiten der Triumvirn agierte. Da seine Blockade der Wahlen eine Abhaltung derselben erst Anfang 55 v. Chr. möglich machte, könnte er nach Beendigung seines Tribunats am 9. Dezember 56 v. Chr. wenig später mit dem Einfluss von Pompeius, Crassus und Caesar zur Praetur gelangt sein, quasi als Belohnung für seine politischen Dienste.
Anders sieht dies T. Corey Brennan. Er macht darauf aufmerksam, dass bei sofortiger Bekleidung der Praetur das vorgeschriebene und in dieser Zeit übliche biennium (ämterlose Zeit von zwei Jahren) nicht eingehalten worden wäre. Ferner will er praetorius nicht auf den Namen Cato beziehen, sondern auf die Richter im Prozess gegen Gabinius im Allgemeinen: Unter diesen seien zwei im praetorischen Range gewesen, womit auch aktive Praetoren gemeint sein könnten. In Ciceros Brief sei seiner Ansicht nach folglich nicht vom ehemaligen Volkstribun, sondern von Marcus Porcius Cato Uticensis die Rede gewesen, der in diesem Jahr als Praetor amtierte und Pompeius die Mitteilung über den Ausgang im Prozess gemacht habe – nicht um diesen zu erfreuen, sondern um zu prognostizieren, dass Gabinius in diesem Verfahren zwar knapp freigesprochen worden sei, in einem weiteren Repetundenprozess unter seiner Leitung aber verurteilt werden würde, wozu es dann auch gekommen sei.

## Beurteilung
Von dem in der frühen Kaiserzeit wirkenden Schriftsteller Fenestella, den Nonius Marcellus zitiert, wird Cato seiner Politik wegen als turbulentus adulescens (Unruhe erregender junger Mann) bezeichnet.